# Manfred Kaiser
Manfred Kaiser (Zeitz, 1929. január 7. – 2017. február 15.) keletnémet válogatott német labdarúgó, fedezet, edző.

## Pályafutása

### Klubcsapatban
1939-ben az SpVgg Zeitz korosztályos csapatában kezdte a labdarúgást. 1950 és 1955 között a Wismut Gera, 1955 és 1965 között a Wismut Aue labdarúgója volt. 1963-ban év labdarúgójává választották az NDK-ban. Az aktív labdarúgástól 1965-ben vonult vissza.

### A válogatottban
1955 és 1964 között 33 alkalommal szerepel a keletnémet válogatottban és egy gólt szerzett.

### Edzőként
1965 és 1971 között a Wismut Gera, 1975 és 1977 között a Chemie Zeitz vezetőedzője volt.

## Sikerei, díjai
- Az év keletnémet játékosa (1963)